# Pleospora salicorniae
Pleospora salicorniae är en svampart som beskrevs av P.A. Dang. 1888. Pleospora salicorniae ingår i släktet Pleospora och familjen Pleosporaceae.   Inga underarter finns listade i Catalogue of Life.